# Ciudad de Riaba
Ciudad de Riaba är en ort i Ekvatorialguinea. Den ligger i den nordvästra delen av landet, 40 km söder om huvudstaden Malabo. Ciudad de Riaba ligger 58 meter över havet och antalet invånare är 971. Den ligger på ön Isla de Bioko.
Terrängen runt Ciudad de Riaba är varierad. Havet är nära Ciudad de Riaba österut.  Det finns inga andra samhällen i närheten. 